# Fluminicola avernalis
Fluminicola avernalis је пуж из реда Littorinimorpha и фамилије Hydrobiidae.

## Угроженост
Подаци о распрострањености ове врсте су недовољни.

## Распрострањење
Ареал врсте је ограничен на једну државу. 
Сједињене Америчке Државе су једино познато природно станиште врсте.

## Станиште
Станиште врсте су слатководна подручја.